# Rio Khoper
O rio Khoper, também transliterado da língua russa como rio Khopyor (Idioma Russo: Хопёр) é um rio na Rússia europeia, afluente do rio Don. Com 979 km de comprimento, o Khoper passa pelas seguintes cidades (listadas em ordem alfabética): Balashov, Borisoglebsk, Uryupinsk, Novokhopyorsk (Novokhopersk) e Serafimovich.